# Луї Леже
Луї Поль Марія Леже (фр. Louis Léger; 13 січня 1843, Тулуза — 30 квітня 1923, Париж) — французький філолог-славіст, член Академії написів і красного письменства (з 1900), член-кореспондент Петербурзької АН (з 1884) та інших академій. Професор слов'янських мов і літератур Колеж де Франс (з 1885).
Під впливом статей М. Драгоманова, з яким підтримував наукові контакти, зацікавився українською народною творчістю й літературою, зокрема творчістю Т. Шевченка. В 1904—1906 читав у Колеж де Франс курс української мови й літератури. Дав високу оцінку творчості Т. Шевченка у науковій розвідці «Національний поет Малоросії Тарас Шевченко» (1906) та статтях про українського поета в французьких енциклопедіях. Йому належать і переклади деяких творів Т. Шевченка французькою мовою.